# Victor Cousin
Victor Cousin (n. 28 noiembrie 1792, Paris, Prima Republică Franceză – d. 14 ianuarie 1867, Cannes, Alpes-Maritimes, Franța]) a fost un filozof francez, profesor la Universitatea Sorbona. A scris pe larg despre istoria filozofiei. A fost membru al Academiei Franceze din 1830.